# Pernille Holmsgaard
Pernille Holst Holmsgaard, née Larsen le 6 septembre 1984 à Pandrup, est une ancienne handballeuse internationale danoise qui évoluait au poste d'arrière gauche.

## Biographie
Avec l'équipe du Danemark, elle participe notamment au championnat du monde 2013 en Serbie où qu'elle termine à la troisième place.
Elle met un terme à sa carrière à l'issue de la saison 2016-2017.

## Palmarès

### En club
compétitions nationales
- championne du Danemark en 2017 (avec Nykøbing Falster HK)

### En sélection
championnats du monde
- 3e du  en championnat du monde 2013